# Петровский, Артур Владимирович
Арту́р Влади́мирович Петро́вский (14 мая 1924 — 2 декабря 2006) — советский и российский психолог, специалист в области истории психологии, социальной психологии и психологии личности. Доктор психологических наук (1965), профессор (1967), член-корреспондент (1968), действительный член (1971) и вице-президент АПН СССР (1976—1979), президент РАО (1992—1997). Отец психолога В. А. Петровского и дед терапевта и кардиоревматолога И. В. Егорова.

## Биография
Родился в Севастополе. В 1947 году закончил филологический факультет Московского городского педагогического института им. В. П. Потёмкина, в 1950 году там же защитил кандидатскую диссертацию, посвящённую психологическим взглядам А. Н. Радищева, после этого два года преподавал в Вологодском пединституте. Вернувшись на работу в МГПИ, продолжил исследования в области истории психологии и в 1965 году защитил докторскую диссертацию по истории советской психологии. С 1965 по 1971 год заведовал кафедрой психологии МГПИ. С 1972 по 1991 год являлся заведующим лабораторией психологии личности Психологического института АПН.
В 1968 году избран членом-корреспондентом АПН СССР, с 1971 года — действительный член АПН СССР. С 1968 по 1976 год — академик-секретарь Отделения психологии и возрастной психологии, в 1976—1979 годах — вице-президент АПН СССР. В 1991 году был назначен президентом-организатором Российской академии образования, с 1992 по 1997 год являлся её президентом.

## Основные идеи
А. В. Петровский сформулировал оригинальную концепцию, описывающую динамику развития социальных групп — теорию деятельностного опосредствования межличностных отношений. Согласно этой теории, отношения, складывающиеся в группе, имеют многослойный характер. Можно выделить поверхностный слой непосредственных отношений, который образуют прежде всего отношения взаимной симпатии и антипатии между членами группы, и более глубинный слой отношений, опосредствованный целями и задачами совместной деятельности. Степень того, насколько опосредованными являются отношения в конкретной группе определяют один вектор группового развития. Второй вектор — степень асоциальности или просоциальности групповой деятельности. Сочетание этих двух параметров определяет тип группы. В рамках данной типологии выделено семь основных типов групп: группа высокого уровня развития типа коллектива и корпоративная группировка, группы среднего уровня развития просоциальная и антисоциальная кооперации, группы низкого уровня развития просоциальная и асоциальная ассоциации, диффузная группа. В рамках данной теории был переосмыслен ряд явлений групповой динамики. Например, конформизм и нонконформизм как формы реакций индивида на давление группы характерны для групп низкого уровня развития (ассоциаций и коопераций), а группам более высокого уровня развития свойствен такой тип поведения как самоопределение личности в группе.
Другим направлением исследований А. В. Петровского является исследование процессов развития личности. По его мнению, развитие личности можно описать как процесс вхождения человека в социум, как постоянную смену различных общностей, в которые он входит и каждое из таких вхождений является этапом на пути его развития. Вне зависимости от типа и уровня развития таких общностей человек проходит универсальные стадии вхождения в общность, решая при этом встающие перед ним задачи. Выделено три таких универсальных стадии (адаптация/дезадаптация, индивидуализация/деиндивидуализация, интеграция/дезинтеграция), в возрастной периодизации этим стадиям соответствуют детство, отрочество и юность. С позиции этого подхода А. В. Петровский подверг критике принцип ведущей деятельности как основание для построения возрастной периодизации.

## Научно-просветительская деятельность
А. В. Петровский является автором, соавтором и редактором большого числа учебников по психологии для вузов. Первый учебник был написан им в 1956 году в соавторстве с Г. А. Фортунатовым и выдержал три издания. Широко известны также выходившие под его редакцией учебники общей психологии (первое издание — 1970) и возрастной и педагогической психологии (первое издание — 1973) для педагогических вузов.
А. В. Петровский — автор многочисленных научно-популярных книг и статей по психологии. Являлся консультантом ряда научно-популярных фильмов из которых наиболее известны «Я и другие», «Семь шагов за горизонт», а также художественного фильма «Чучело».

## Награды
- Орден Почёта
- Заслуженный деятель науки Российской Федерации (6 мая 1994) — за заслуги в научной деятельности

## Основные работы
Книги
- Петровский А. В. История советской психологии : Формирование основ психологической науки. — М.: Просвещение, 1967. — 368 с.
- Петровский А. В. Личность. Деятельность. Коллектив. — М.: Политиздат, 1982. — 255 с. — (Над чем работают, о чём спорят философы).
- Петровский А. В. Вопросы истории и теории психологии. Избр. труды. — М.: Педагогика, 1984. — 271 с. — (Труды действительных членов и членов-корреспондентов АПН СССР).
- Психолого-педагогические основы использования ЭВМ в вузовском обучении: Учебное пособие. Под ред. А.В.Петровского, Н.Н.Нечаева. М.:МГУ, 1987. – 167 с.
- Петровский А. В., Ярошевский М. Г. Основы теоретической психологии. — М.: Инфра-М, 1998. — 525 с. — (Высшее образование). — ISBN 5-86225-812-4.
- Петровский А. В., Ярошевский М. Г. Психология. — М.: Академия, 2002. — 512 с.
- Петровский А. В. Психология и время. — СПб.: Питер, 2007. — 448 с. — (Мастера психологии). — ISBN 978-5-469-01675-5.

Статьи
- Петровский А. В., Слободчиков В. И., Бим-Бад Б. М., Громыко Ю. В. Задачи и направления перестройки педагогической науки Архивная копия от 3 июня 2012 на Wayback Machine// Вопросы психологии. 1988. № 2, с.14.